# Stingaree (1934)
Stingaree is een Amerikaanse dramafilm uit 1934 onder regie van William A. Wellman.

## Verhaal
Het Australische weesmeisje Hilda werkt als kamermeid voor de rijke familie Clarkson. De vrouw des huizes droomt van een zangcarrière en ze is dan ook stikjaloers op de prachtige stem van Hilda. De familie Clarkson verwacht bezoek van de bekende componist Sir Julian. Diens postkoets wordt echter overvallen door de beruchte bandiet Stingaree, die zelf een uitstekend zanger is. De volgende morgen maakt Stingaree zijn opwachting bij de Clarksons in plaats van Sir Julian. Hij is onder de indruk van Hilda's zangstem en hij overtuigt Sir Julian om van haar een operadiva te maken.

## Rolverdeling
| Acteur           | Personage           |
| ---------------- | ------------------- |
| Irene Dunne      | Hilda               |
| Richard Dix      | Stingaree           |
| Mary Boland      | Mevrouw Clarkson    |
| Conway Tearle    | Sir Julian          |
| Andy Devine      | Howie               |
| Henry Stephenson | Mijnheer Clarkson   |
| George Barraud   | Radford             |
| Una O'Connor     | Annie               |
| Snub Pollard     | Victor              |
| Reginald Owen    | Gouverneur-generaal |
| Billy Bevan      | Mac                 |
| Robert Greig     | Herbergier          |